# Airged L'amh
Airged L'amh é uma banda de Atenas, na Grécia, que mistura heavy metal tradicional com power metal e folk metal.. Até o momento, o grupo possui lançados quatro trabalhos, sendo uma demo e três álbuns.

## História
A banda Airged L'amh surgiu na cidade de Atenas, capital da Grécia, em 1987. Foi formada pelo guitarrista Alexander Vasilopoulos e o vocalista John Georgopoulos. Inicialmente, o grupo chamava-se Ragnarok. A ideia era formar uma banda de power metal/epic metal que abordasse como temática o folclore europeu e a mitologia celta. O nome do grupo foi mudado para Airged L'amh em 1996, devido ao fato de existir pelo menos outras duas bandas chamadas Ragnarok.
A banda já tocou em diversos festivais, incluindo em 2009 o polêmico Full Metal Racket, que foi realizado em Belfast, na Irlanda do Norte, do qual participaram grupos como Paradise Lost e os também gregos do Rotting Christ

## Integrantes atuais
- Steve Venardo (Stavros Giannakopoulos) - Vocal (Verdict,[5] Bob Katsionis, Dream Devoid, Double Square)
- Alexander Vasilopoulos - Guitarra
- George Sofikitis - Guitarra
- John Luna Tsimas - baixo
- George Thanasopoulos - bateria
- Manolis Gavalas - teclado

## Discografia
- A Vertigo Edda Arised (Demo, 1997)
- One Eyed God (Álbum, 2002)[6]
- The Silver Arm (Álbum, 2004)[7][8][9]* Ode to Salvation (Álbum, 2008)[10]

## Ligações Externas
- Página oficial